# Kędzierzyn-Koźle (stacja kolejowa)
Kędzierzyn-Koźle – stacja kolejowa w Kędzierzynie-Koźlu, jedna z największych w województwie opolskim. Według klasyfikacji PKP ma kategorię dworca regionalnego.

## Ruch pasażerski
| Rok  | Wymiana roczna | Wymiana pasażerska na dobę | miejsce w Polsce |
| ---- | -------------- | -------------------------- | ---------------- |
| 2017 | 876 000        | 2 400                      |                  |
| 2018 | 986 000        | 2 700                      |                  |
| 2019 | 949 000        | 2 600                      |                  |
| 2020 | 512 000        | 1 400                      |                  |
| 2021 | 584 000        | 1 600                      |                  |
| 2022 |                | 2 400                      |                  |

## Opis

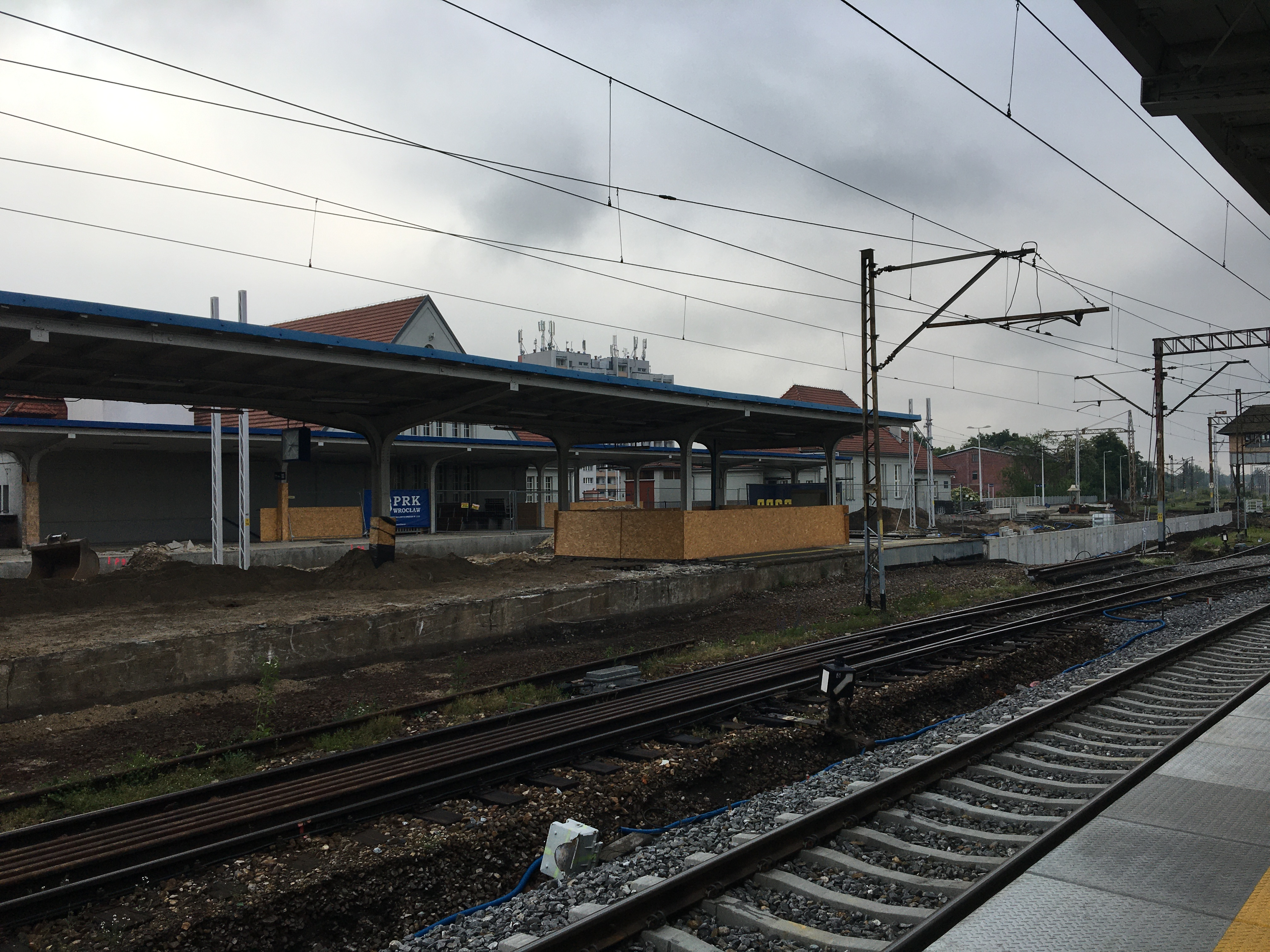
Perony stacji podczas modernizacji

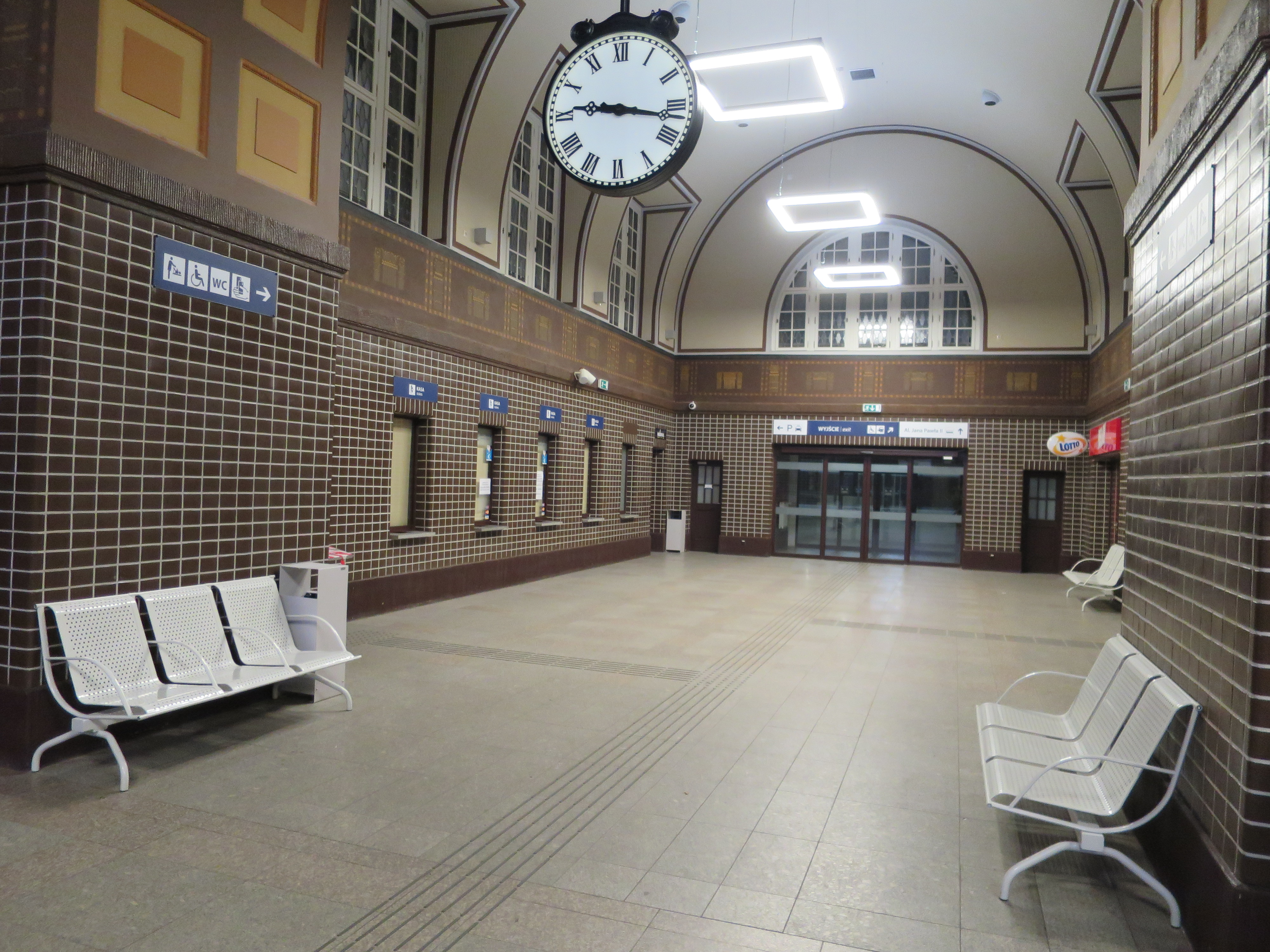
Wnętrze dworca po remoncie

Kędzierzyn Koźle to stacja węzłowa o dużym znaczeniu w ruchu pasażerskim i towarowym. Posiada ona kilka grup torowych. Na wyjeździe w kierunku Nysy i Opola znajduje się część pasażerska – 5 peronów dla podróżnych oraz dwa perony bagażowe. Tory wraz z peronami znajdują się na nasypie, zaś poniżej nasypu istnieje budynek dworca. Za peronami w kierunku Gliwic i Raciborza rozciąga się część towarowa stacji – rejony KKB, KKC i KKD. Częścią pasażerską zarządza nastawnia KKA z nastawnią wykonawczą KK5. W części towarowej mieści się też lokomotywownia wraz z wagonownią. W jej rejonie znajduje się też peron przystanku służbowego. W wyniku ograniczenia przewozów przez PKP rozebrano jedną grupę torów w rejonie KKB – pozostawiono jedynie możliwość przejazdu w kierunku posterunku Nowa Wieś. Istnieje tu wiele bezkolizyjnych skrzyżowań linii kolejowych, a także oddzielenie ruchu pasażerskiego od towarowego. Na podejściach przed stacją znajdują się posterunki odgałęźne Nowa Wieś, Kłodnica, Żabieniec i Stare Koźle ułatwiające prowadzenie ruchu pociągów.

## Historia
W 1845 uruchomiono linię kolejową Opole – Gliwice (stacja kolejowa w Kędzierzynie nazywała się wówczas Kozel-Kandrzin). Przyspieszyło to rozwój gospodarczy całego regionu.
W 1861 wybudowano bocznicę kolejową do przystani przy Kanale Kłodnickim.
W 1915 wybudowano nowy dworzec kolejowy.
W 1961 zelektryfikowano linię z Kędzierzyna przez Gogolin do Opola, w 1962 do Gliwic, a w latach 1969-1970 do Raciborza i Rybnika. Kędzierzyn był wówczas jednym z najważniejszych węzłów kolejowych na Górnym Śląsku.
W maju 2014 PKP podpisało z konsorcjum firm Eko-Bud i Chem-Bud umowę na remont dworca. Pod koniec 2014 roku PKP zerwało ją ze względu na 3-miesięczne opóźnienie. W maju 2015 PKP podpisało z firmą SKB Development umowę na dokończenie remontu. W ramach remontu dokonano renowacji elewacji, wymiany drzwi i okien oraz remontu wnętrza budynku. W budynku pojawiły się też nowy system informacji pasażerskiej, monitoring i przewijaki dla niemowląt, a przed dworcem stojaki na rowery. Dworzec został w pełni dostosowany do potrzeb osób niepełnosprawnych. 17 grudnia odbyło się oficjalne otwarcie odnowionego obiektu.